# Andrew Wiles

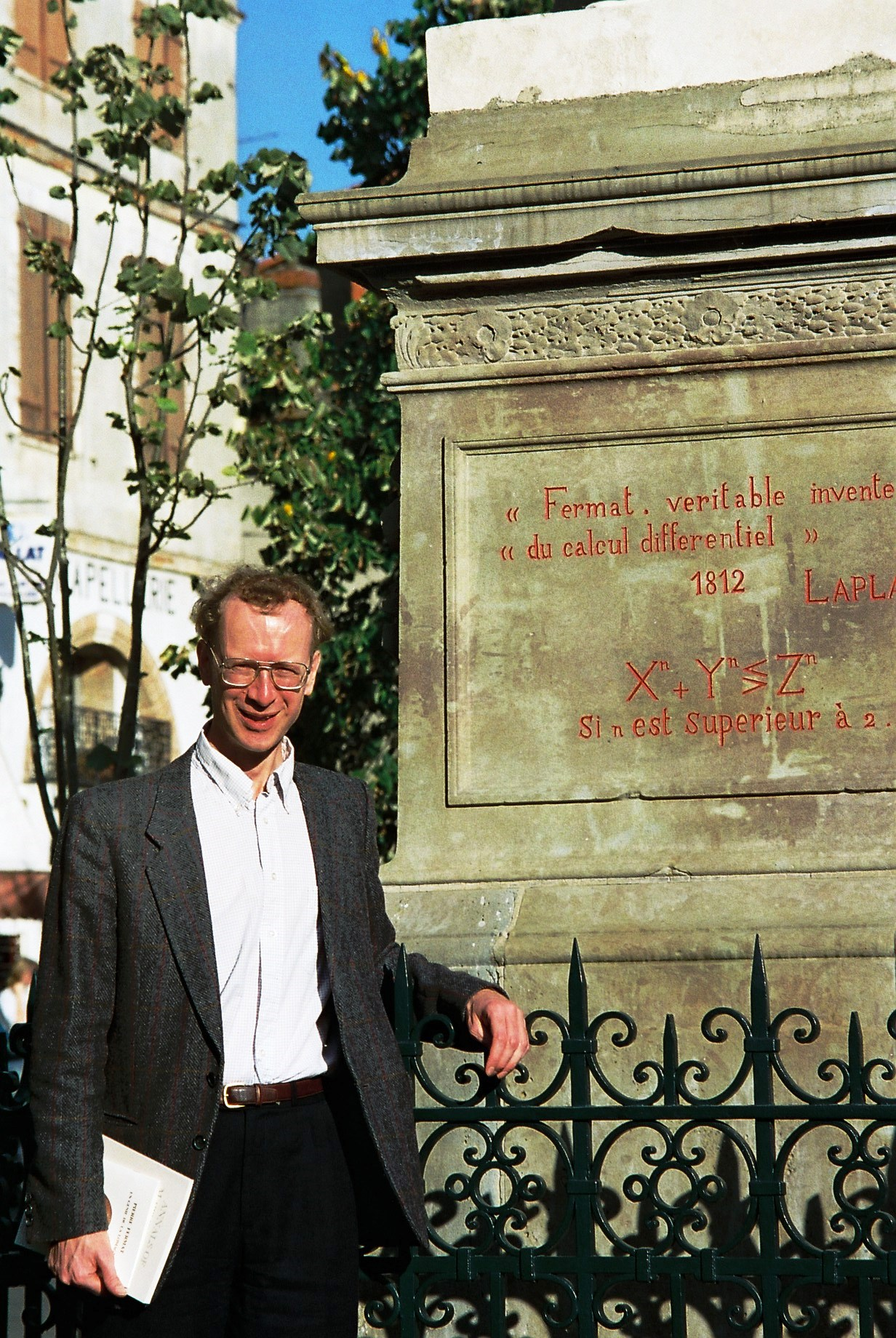
Andrew Wiles devant la statue de Pierre de Fermat à Beaumont-de-Lomagne (1995).

Andrew John Wiles (né le 11 avril 1953 à Cambridge, Angleterre) est un mathématicien britannique, professeur à l'université d'Oxford, en Angleterre. Il est célèbre pour avoir démontré le grand théorème de Fermat (1994). Il est lauréat du prix Abel 2016.
Le dernier théorème de Fermat, énoncé par Pierre de Fermat en 1637, affirme qu'il n'existe pas de solution en nombres entiers positifs à l'équation xⁿ + yⁿ = zⁿ pour tout n supérieur à 2. Ce théorème, apparemment simple, a résisté aux efforts des mathématiciens pendant plus de 350 ans avant que Wiles ne parvienne à le démontrer.

## Biographie
Après avoir obtenu son diplôme de bachelor au Merton College de l'université d'Oxford, il entre au Clare College en 1974 pour y préparer un Ph.D. en mathématiques sur les lois de réciprocité et la conjecture de Birch et Swinnerton-Dyer, qu'il obtient en 1979. Il devient professeur à Princeton en 1981, poste qu'il conserva jusqu'en 2011. Il enseigne, entre-temps, à l'École normale supérieure entre 1985 et 1986 et à Oxford de 1988 à 1990. Il retourne finalement à Oxford en 2011.
En ce qui concerne la démonstration par Wiles du dernier théorème de Fermat (en), l'odyssée commence en 1985, quand Kenneth Ribet, partant d'une idée de Gerhard Frey, démontre que ce théorème résulterait de la conjecture de Shimura-Taniyama-Weil qui affirme que toute courbe elliptique est paramétrable par une forme modulaire. Bien que moins familière que le théorème de Fermat, cette conjecture est plus significative, car elle touche au cœur de la théorie des nombres.
Cependant, personne n'a la moindre piste de travail pour la démontrer. Travaillant dans le plus grand secret pendant huit ans, et faisant part de ses idées et progrès à Nicholas Katz, un collègue de Princeton, Wiles démontre la conjecture de Shimura-Taniyama-Weil et, par conséquent, le théorème de Fermat. Comme toute démonstration de cette ampleur, elle est un tour de force riche en nouvelles idées.
Pour expliquer (par Wiles) et vérifier (par Katz), pas à pas, cette démonstration sans éveiller les soupçons, Wiles et Katz ont l'idée d'organiser un cours de doctorat intitulé Calculs sur des courbes elliptiques, ouvert aux étudiants et professeurs. Peter Sarnak avait lui aussi été mis dans le secret. Wiles annonce donc trois conférences (les 21, 22 et 23 juin 1993) sans en donner l'objet, ce qu'il ne fait que lors de la dernière en précisant que le grand théorème de Fermat est un corollaire de ses principaux résultats.
Dans les mois qui suivent, le manuscrit de sa démonstration circule auprès d'un petit nombre de mathématiciens. Plusieurs critiques sont émises contre la démonstration que Wiles a présentée en 1993, presque toutes de l'ordre du détail et résolues rapidement, sauf une, qui met en évidence une lacune. Avec l'aide de Richard Taylor, Wiles réussit à contourner le problème soulevé, en octobre 1994. Son travail met ainsi fin à une recherche qui a duré plus de 300 ans.
Il est aussi l'auteur d'autres travaux importants en théorie des nombres. Avec John Coates (qui fut son directeur de thèse), il a obtenu plusieurs résultats sur la conjecture de Birch et Swinnerton-Dyer et a collaboré avec Barry Mazur sur les extensions cyclotomiques.

## Distinctions
Récipiendaire dès 1988 du prix Whitehead pour ses résultats innovants dans le domaine des courbes elliptiques, il reçoit plusieurs prix pour sa preuve du dernier théorème de Fermat, dont le prix Schock en 1995, le prix Ostrowski en 1995, le prix Fermat en 1995, le prix Wolf en 1996, le prix Cole en 1997, le prix du Clay Mathematics Institute en 1999 et le prix Shaw en 2005. Ayant dépassé l'âge de quarante ans au moment de sa découverte, il n'a pas pu être honoré de la médaille Fields, mais a reçu une récompense officielle de l'Union mathématique internationale lors de son congrès de 1998.
Il est fait chevalier commandeur de l'ordre de l'Empire britannique (KBE) en 2000.
En mars 2016, il reçoit le prix Abel « pour sa démonstration stupéfiante du dernier théorème de Fermat en utilisant la conjecture de modularité pour les courbes elliptiques semi-stables, ouvrant une ère nouvelle en théorie des nombres ».
En 2017, il reçoit la médaille Copley de la Royal Society.
En 2019, il reçoit la médaille De Morgan par la London Mathematical Society pour ses travaux en théorie des nombres, sa résolution du Grand théorème de Fermat et ses activités liées à la promotion des mathématiques,.
L'astéroïde (9999) Wiles est nommé en son honneur.

### Filmographie
- Sir Andrew Wiles, Norwegian Academy of Science and Letters, 2016.